# Lundersæter
Lundersæter (în finlandeză Lunneronsäteri) este o localitate situată în partea de sud-est a Norvegiei, în provincia Innlandet, în comuna Kongsvinger, la o distanță de 20 km nord-est de orașul Kongsvinger.
Lundersæter este parte a provinciei istorice Finnskogen (în traducere pădurea finlandezilor), o zonă din estul Norvegiei și vestul Suediei în care s-au așezat imigranți din Finlanda în secolul al XVII-lea.
Biserica de lemn din localitate a fost construită în 1868 după planurile arhitectului Ole Bergqvist.
Până în 1964 a aparținut comunei Brandval iar până în 2020, a aparținut provinciei Hedmark.